# 田中道麿
田中 道麿（たなか みちまろ、享保9年（1724年） - 天明4年10月4日（1784年11月16日））は、江戸時代中期の国学者・歌人。幼名は茂七。通称は庄兵衛。晩年は榛木翁（はりのきのおじ）と号した。法号は道全。諡号は言霊有功老翁（ことだまいさおのおじ）。
日本の古典文学、特に『万葉集』の研究に心血を注いだ。本居宣長最初期の門人として知られる。

## 生涯

### 榛木村時代
享保9年（1724年）、美濃国多芸郡榛木村 の農家に生まれた。幼くして見るもの全てを歌に詠み、9歳の時初めて「十九本手本なりけり六三郎和俗文章手本なりけり」と詠んだ。幼名は茂七といったが、当時村にはもう一人茂七がいたため、顔の色で区別され、道麿は白茂七、もう一人は赤茂七と呼ばれた。
『三世相』や『節用集』を暗記し、更なる書を求め、大垣城俵町の書肆平流軒に奉公に出た。

### 放浪時代
平流軒では古典を乱読する日々を過ごしたが、数百年前の作品には理解し難い点も多く、様々な疑問が生じた。しかし、親身に答えてくれる師も見つからず、宝暦元年（1751年）、一旦学問の道を断念した。
本業の農業を疎かにしたことが関係してか、郷里を出て、当時名古屋藩が進めていた宝暦治水事業に従事し、時には近江国や伊勢国まで出向し生計を立てた。

### 大菅中養父との出会い
その後、国学者大菅中養父に師事し、学問を再開することとなるが、その出会いには二種類の異なる逸話が伝えられる。
一つは、その日暮らしを続ける中、宝暦7年（1757年）、近江国彦根の某寺に滞在していた所、僧に紹介されたというものである。なお、道麿は後に開出今村（彦根市 開出今町）覚勝寺の海量法師と親しくしている。
もう一つには、東海道土山宿で駕籠舁をしていた所、ある日乗せた客が国学を学んでおり、その客には学ぶ所はなかったものの、国学を善くする中養父の名を聞いて入門し、道麿の向学心を認めた豪商納屋七右衛門の家に居候をしながら、中藪村の中養父の下に通い、国学の道に専念したという。
なお、浜松の賀茂真淵に直接師事したとの話も流布しているが、それを示すような根拠はない。

### 名古屋時代
彦根には10年間おり、明和初年に名古屋に移ったと伝えられているが、宝暦9年（1759年）には既に尾張国にいることがわかっており、また宝暦末には大坂にいたと考えられ、彦根から名古屋に至る経緯については判然としない。名古屋で商家（大丸屋とも）や武家に雇われ、人知れず学問を続けていたが、安永初年、狂歌の批評を書いたものが広まって名古屋中に名が知れるようになり、名古屋小桜町の霊岳院に迎えられ、桜天神社で国学を講ずるようになった。
安永2年（1773年）2月江戸に行き、楫取魚彦と交わっている。

### 本居宣長との交流
安永4年（1775年）、本居宣長が出版した『字音仮字用格』の「オヲ所属弁」に感銘を受け、安永6年（1777年）7月、松坂の宣長を訪問した。その後、『万葉集』や『古今和歌集』に関する問答の文通を続け、安永7年（1778年）師大菅中養父を喪うと、安永9年（1780年）1月再び松坂を訪れ、正式に宣長の門下に入った。もっとも道麿は宣長より年上であったため、宣長の方は道麿をむしろ同好の士として遇した。
当時宣長は松坂近辺の門人と共に細々と活動するローカルな存在であり、道麿初の伊勢国外の初の門人であった。道麿の死後、大都市名古屋の300名ともいわれる道麿門下の者は直接宣長の門下に入り、その中には横井千秋、稲葉通邦など大藩名古屋藩関係者も多くいたため、道麿は宣長が全国に名を広める足がかりを作ったといえる。
天明元年（1781年）、60歳を迎えて剃髪し、道全と号した。
天明4年（1784年）春、口内痛から始まり、2月13日病床に着き、手足を屈曲できない攣踠の状態に至った。門人了栄和尚の招きで長者町常瑞寺に移って介護を受け、10月4日六ツ時死去した。辞世は「今日からも横様風の大彦ば命惜しけど術知らましや」。6日常瑞寺で法要が行われ、同寺に埋葬された。

## 没後
天明6年（1786年）三回忌に霊岳院境内に「美濃国多芸郡榛木村人田中道麿住舎之址」碑が建てられたが、土中に埋まり、地元の豪商約20名によって桜天神社御堂西の手水鉢北に再建されたが、明治に散佚した。

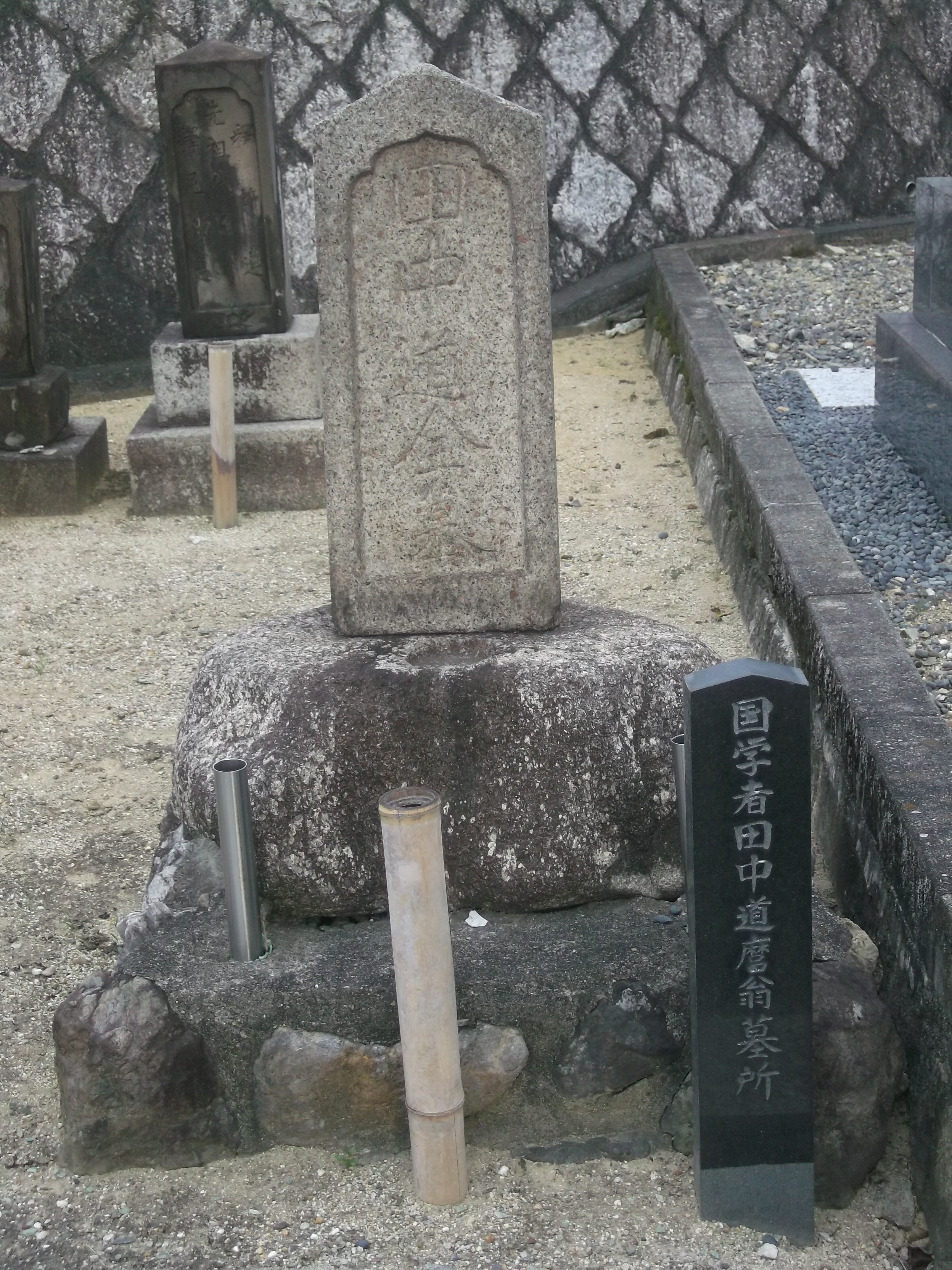
田中道麿墓所（平和公園常端寺墓地、2014年8月）

田中家は養子の杢右衛門が継ぎ、郷里榛木村で嘉蔵、庄蔵、嘉七、金弥と続き、金弥の代で名古屋に移住した。しかし、杢右衛門は嘉蔵と同一人物とも、また金弥の前に嘉七が入るともいう。昭和20年（1945年）頃金弥が病死し、田中家は断絶した。
昭和18年（1943年）1月、広幡村村長丸毛治基が生地に記念碑建立を計画し、本居清造書「先賢田中道麿大人発祥地」が造られたが、土地所有者の理解が得られず、石工の庭先に保管された後、昭和32年（1957年）田中道麿顕彰会により設置された。
昭和20年（1945年）、名古屋大空襲で墓地が破壊されたが、墓碑は残り、平和公園に移され、墓石も再建された。
昭和32年（1957年）7月郷里で田中道麿翁顕彰会が設立され、10月4日源氏橋畔に鷹司信輔題額、河野省三撰・書による顕彰碑が建てられた。昭和51年（1976年）墓所に「国学者田中道麿翁墓所」石標が建立された。

## 著作
万葉集関連
- 『撰集万葉徴（万葉集徴、撰集万葉集抄）』 - 『万葉集』歌と『勅撰和歌集』所収歌を比較対照する。『万葉学叢書』第2編、『万葉集古註釈集成』近世編第4,5巻収録。
- 『万葉東語栞（万葉東語類詞、万葉類詞略）』 - 天明2年頃成立。東歌の難語を五十音順に抽出する。『稿本叢書』第1巻、『万葉集古註釈集成』近世編第5巻収録。
- 『万葉集問答』 - 宣長との問答書簡が『万葉集叢書』第1編に「万葉集問答」として纏められた。
  - 安永7年6月15日 万葉諸巻問件
  - 安永7年7月9日 万葉諸巻問件
  - 安永7年8月下旬 疑葉拾遺
  - 安永8年3月下旬 雑問
  - 安永9年2月下旬 万葉・祝詞・紐鏡・雑疑問
  - 安永9年3月上旬 後撰・帚木・雑問件
  - 安永9年4月上旬 祝詞・源氏疑問
  - 安永9年12月下旬 蜻蛉日記疑問
  - 安永10年1月 万葉諸巻疑問
  - 天明2年2月上旬 疑問
  - 天明2年5月中旬 疑問
  - 天明2年7月上旬 疑問
- 『万葉問聞抄』
- 『万葉類句歌抄』 - 天明4年春成立
- 『万葉名所歌抄』 - 天明4年春成立
- 『万葉集地名草』 - 万葉集内の地名を五十音順に羅列する。
- 『万葉集抄』
- 『古書地名録』

その他歌学
- 『新刻古今疑問』
- 『後撰集疑問』 - 『本居宣長全集』別巻2

雑記
- 『道丸随筆』 - 『万葉集』に関する論考。『万葉集叢書』第1編末尾収録。
- 『暗愚抄』
- 『天明随筆』

歌集
- 『田中道麿集』 - 『蓬がしま』収録、『文莫』第25号再録。
  - 『畔の苅穂』 - 本居大平添削
  - 『垣根の落葉』 - 明和8年10月成立
- 『手向草』 - 天明4年8月頃成立。賀茂真淵十三回忌歌集。
- 『田中道全集』 - 『文莫』第25号第26号収録、『田中道全集 原文筆写草稿』原文筆写。
- 『榛木翁集』 - 詳細不明